# Амбициозната (филм, 1959)
„Амбициозната“ (на френски: L'Ambitieuse) е драматичен филм от 1959 година на режисьора Ив Алегре с участието на Едмънд О′Брайън, Ричард Бейзхард и Андрея Паризи, адаптация на романа „Манган“ на Франсоа Понтие. Филмът е копродукция на Франция, Италия и Австралия.

## Сюжет
В Таити, амбициозната млада жена Доминик (Андрея Паризи) се възползва от състоянието на съпруга си Жорж (Ричард Бейзхард), чиито родители притежават мина за добив на манган във Франция, източвайки семейните сметки, за да финансира едно свое бизнес начинание и съблазнява бъдещия си финансов партньор Бюкенън (Едмънд О′Брайън). Когато Жорж решава да я напусне заради друга жена, Клер (Никол Берже), Доминик прави опит да го убие...

## В ролите
| Изпълнител      | Роля        |
| --------------- | ----------- |
| Едмънд О′Брайън | Бюкенън     |
| Ричард Бейзхард | Жорж Ранкур |
| Андрея Паризи   | Доминик     |
| Никол Берже     | Клер        |
| Найджъл Ловъл   | Андре       |
| Редж Лай        | Матюс       |
| Жан Маршат      | чичо Албер  |
| Денис Вернак    | леля Едвиг  |

## Продукция
Снимките на филма започват в края на 1958 година при бюджет от £ 40 000 и протичат в Таити. Заснети са две версии – англоезична и френскоезична.